# La congiura dei Fieschi
La congiura dei Fieschi è un film muto italiano del 1921 diretto da Ugo Falena, ispirato al dramma La congiura di Fiesco a Genova (1784) di Friedrich Schiller.

## Trama
Il nobile Gian Luigi Fieschi, nella notte tra il 2 e il 3 gennaio 1547, congiura contro il doge Andrea Doria accusato di governare in modo dispotico la Repubblica di Genova.